# Saint-Avé

Saint-Avé este o comună în departamentul Morbihan, Franța. În 1 ianuarie 2022 avea o populație de 12.173 de locuitori.